# Robert Busnel
Robert Busnel (Toulon, 14. rujna 1914. – Feyzin, Rhôde, 15. ožujka 1991.) bio je francuski košarkaš i trener. Postumno je izabran za člana FIBA-ine Kuće slavnih, Francuske košarkaške akademije i dobitnik je francuske nagrade "Slava sporta". Pet je puta bio državni prvak, a za reprezentaciju je nastupao 35 puta.
Bio je predsjednik Francuske federacije (1966. – 1980.) i Međunarodne federacije košarke (1984. – 1990.). 